# Lugalbanda
Lugalbanda je bil po Seznamu sumerskih kraljev tretji kralj Uruka in oče uruškega kralja in legendarnega junaka Gilgameša. Njegova žena je bila boginja Ninsuna.
V Epu o Gilgamešu ni omenjen samo kot Nisunin mož in Gilgamešev oče. Na šesti ploščici je omenjeno, da je »Gilgameš  mazilil svojega boga Lugalbando«, se pravi, da ga je sam pobóžil.
Arheologi so odkrili še dve besedili, v katerih kot glavni junak nastopa Lugalbanda: Lugalbanda I (ali Lugalbanda v gorski votlini) in Lugalbanda II. Besedili ga ne opisujeta kot kralja, ampak opisujeta njegovo vojaško in politično kareiro. Domneva se, da  opisujeta okoliščine, zaradi katerih ga je  ustanovitelj Uruka Enmerkar izbral za naslednika uruškega prestola. Epa ne omenjata nobene bitke, namigujeta pa, da je bil Lugalbanda Enmekarjev general.